# Шабер, Жозеф Бернар, де
Жозеф Бернар, маркиз де Шабе́р (фр. Joseph Bernard, marquis de Chabert; 28 февраля 1724 — 1 декабря 1805) — французский моряк, географ и астроном.

## Биография
Жозеф Бернар, маркиз де Шабер родился 28 февраля 1724 года в городе Тулоне (департамента Вар).
Служил на флоте. Отличился во время Американской войны за независимость, командовал 64-пушечным кораблем Vaillant при Гренаде. Достиг чина командующего эскадрой (фр. chef d'escadre), что примерно соответствует коммодору.
В 1792 году произведен в вице-адмиралы.
Больше всего известен уточнением мореходных карт Средиземного моря и Америки.
В 1758 году стал членом Французской академии наук (associé libre surnuméraire), в 1803 году возглавил Бюро долгот.

## Основная публикация
- Voyage fait par ordre du roi en 1750 et 1751 dans l’Amérique septentrionale, pour rectifier les cartes des côtes de l’Acadie, de l’Ile-Royale et de l'île de Terre-Neuve, et pour en fixer les principaux points par des observations astronomiques, par M. de Chabert (1753) = [Путешествие, совершенное по приказу короля в 1750 − 1751 в Северную Америку, для уточнения карт берегов Акадии, Иль-Ройяль и острова Тер-Нёв, и для установления основных точек астрономических наблюдений.]